# Гамільтон (Массачусетс)
Гамільтон (англ. Hamilton) — місто (англ. town) в США, в окрузі Ессекс штату Массачусетс. Населення — 7561 особа (2020).

## Демографія
Згідно з переписом 2010 року, у місті мешкали 7764 особи в 2692 домогосподарствах у складі 2168 родин. Було 2880 помешкань
Расовий склад населення:
| - 92,4 % — білих - 5,4 % — азіатів - 0,6 % — чорних або афроамериканців - 0,2 % — корінних американців |

До двох чи більше рас належало 1,1 %. Частка іспаномовних становила 1,6 % від усіх жителів.
За віковим діапазоном населення розподілялося таким чином: 27,1 % — особи молодші 18 років, 60,8 % — особи у віці 18—64 років, 12,1 % — особи у віці 65 років та старші. Медіана віку мешканця становила 40,8 року. На 100 осіб жіночої статі у місті припадало 96,6 чоловіків;  на 100 жінок у віці від 18 років та старших — 95,1 чоловіків також старших 18 років.
Середній дохід на одне домашнє господарство  становив 136 234 долари США (медіана — 112 250), а середній дохід на одну сім'ю — 151 218 доларів (медіана — 140 101). Медіана доходів становила 103 778 доларів для чоловіків та 61 847 доларів для жінок. За межею бідності перебувало 10,2 % осіб, у тому числі 12,0 % дітей у віці до 18 років та 5,5 % осіб у віці 65 років та старших.
Цивільне працевлаштоване населення становило 3754 особи. Основні галузі зайнятості: освіта, охорона здоров'я та соціальна допомога — 28,2 %, науковці, спеціалісти, менеджери — 14,9 %, фінанси, страхування та нерухомість — 10,6 %, роздрібна торгівля — 9,1 %.